# 王初桐
王初桐（1729年—1821年），原名元烈，字于阳，号竹所，又号耿仲、巏堥山人、红豆痴侬，嘉定方泰（今属上海市嘉定区安亭镇方泰村）人，清朝政治人物、经史考证学者。

## 生平
早年為諸生，擅長填词。乾隆四十一年（1776年）淀津，列二等，授四库馆誊录，後官山东齐河县丞。歷官新城、淄川、平阴、寿光知县，終官宁海州同知。治经史，精於考据之学。又工词，有《济南竹枝词》傳世，兼善戏曲。乾隆五十五年，帝南巡，王初桐受命起草《东山祝嘏九成曲》进呈，“缮折先呈御览，遂演于泰安行宫，天颜喜”。七十岁告老還鄉，後应知县吴桓之聘，编纂嘉庆《嘉定县志》二十四卷、《方泰志》三卷。嘉庆乙亥，重莅县学，六年後去世。著述甚多。有《奩史》一百卷，此書幾乎收集自上古到清代有关妇女的史料。另有《猫乘》、《鲁齐韩诗谱》、《夏小正正讹》、《尔雅郑樵注纠谬》、《开化礼正讹》、《资治通鉴考证》、《续资治通鉴长编考证》、《路史正讹》、《水经注补正》、《海右集》等。